# AFL - Division I 2021
La AFL Division I 2021 è stata la 35ª edizione del campionato di football americano di secondo livello, organizzato dalla AFBÖ.

## Squadre partecipanti
| Club                   | Città                    | Stadio | Sponsor ufficiale | Risultato nella stagione 2020 |
| ---------------------- | ------------------------ | ------ | ----------------- | ----------------------------- |
| Amstetten Thunder      | Amstetten                |        |                   |                               |
| Carinthian Lions       | Klagenfurt am Wörthersee |        |                   |                               |
| Cineplexx Blue Devils  | Hohenems                 |        |                   |                               |
| Salzburg Football Team | Salisburgo               |        |                   |                               |
| Sankt Pölten Invaders  | Sankt Pölten             |        |                   |                               |
| Styrian Bears          | Graz                     |        |                   |                               |
| Telfs Patriots         | Telfs                    |        |                   |                               |
| Tirol Raiders JV       | Innsbruck                |        | Swarco            |                               |
| Traun Steelsharks      | Traun                    |        |                   |                               |
| Vienna Knights         | Vienna                   |        |                   |                               |
| Vienna Vikings 2       | Vienna                   |        | Dacia             |                               |
| Znojmo Knights         | Znojmo                   |        |                   |                               |

## Stagione regolare

### Calendario

#### 1ª giornata
| Telfs 10 aprile 2021, ore 17:00 | Telfs Patriots | 6 – 39 (0-6 0-6 0-7 6-20) referto | Amstetten Thunder | Sportzentrum Telfs |

| Hohenems 11 aprile 2021, ore 14:00 | Cineplexx Blue Devils | 40 – 7 referto | Tirol Raiders | Stadion Herrenried |

| Vienna 11 aprile 2021, ore 15:00 | Vienna Vikings 2 | 35 – 34 (0-7 14-13 0-14 21-0) referto | Traun Steelsharks | Sportzentrum Ravelin |

| Ottakring 11 aprile 2021, ore 15:00 | Vienna Knights | 18 – 14 (3-0 7-7 8-0 0-7) referto | Sankt Pölten Invaders | Redstarplatz |

| Klagenfurt am Wörthersee 11 aprile 2021, ore 15:00 | Carinthian Lions | 6 – 53 (0-7 0-27 0-13 6-6) referto | Salzburg Football Team | Sportplatz Annabichl |

#### 2ª giornata
| Hohenems 24 aprile 2021, ore 14:00 | Cineplexx Blue Devils | 9 – 27 (0-7 7-3 0-10 2-7) referto | Amstetten Thunder | Stadion Herrenried |

| Salisburgo 24 aprile 2021, ore 15:00 | Salzburg Football Team | 41 – 0 referto | Telfs Patriots | Max Aicher Stadion |

| Traun 24 aprile 2021, ore 17:00 | Traun Steelsharks | 34 – 14 (14-0 13-6 0-8 7-0) referto | Vienna Knights | Sportzentrum Traun |

| Vienna 25 aprile 2021, ore 15:00 | Vienna Vikings 2 | 56 – 7 (21-0 21-0 7-0 7-7) referto | Styrian Bears | Sportzentrum Ravelin |

| Innsbruck 25 aprile 2021, ore 15:00 | Tirol Raiders JV | 38 – 26 (0-7 7-13 24-0 7-6) referto | Carinthian Lions | Tivoli-Neu Stadion |

#### 3ª giornata
| Vienna 8 maggio 2021, ore 15:00 | Vienna Vikings 2 | 35 – 0 referto | Znojmo Knights | Sportzentrum Ravelin |

| St. Georgen am Steinfelde 8 maggio 2021, ore 15:00 | Sankt Pölten Invaders | 0 – 49 (0-14 0-21 0-7 0-7) referto | Traun Steelsharks | Invaders field |

| Salisburgo 8 maggio 2021, ore 17:00 | Salzburg Football Team | 46 – 14 (19-0 7-0 20-7 0-7) referto | Tirol Raiders JV | Max Aicher Stadion |

#### 4ª giornata
| Gaweinstal 22 maggio 2021, ore 15:00 | Znojmo Knights | 30 – 33 (14-6 0-13 7-6 9-8) referto | Vienna Knights | USV Atzelsdorf |

| Innsbruck 22 maggio 2021, ore 15:00 | Tirol Raiders JV | 13 – 24 (0-7 7-3 6-7 0-7) referto | Amstetten Thunder | Tivoli-Neu Stadion |

| Telfs 22 maggio 2021, ore 18:00 | Telfs Patriots | 34 – 15 (0-3 12-6 14-0 8-6) referto | Carinthian Lions | Sportzentrum Telfs |

| Graz 24 maggio 2021, ore 14:00 | Styrian Bears | 35 – 28 (7-0 0-21 7-7 21-0) referto | Sankt Pölten Invaders | Verbandsplatz |

#### 5ª giornata
| Graz 30 maggio 2021, ore 14:00 | Znojmo Knights | 34 – 21 (7-7 7-7 7-7 13-0) referto | Styrian Bears | Verbandsplatz |

#### 6ª giornata
| Amstetten 5 giugno 2021, ore 15:00 | Amstetten Thunder | 22 – 41 referto | Salzburg Football Team | Umdasch Stadion |

| Wels 5 giugno 2021, ore 16:00 | Traun Steelsharks | 46 – 7 (19-0 21-0 6-0 0-7) referto | Styrian Bears | Huskies Arena |

| Klagenfurt am Wörthersee 5 giugno 2021, ore 16:00 | Carinthian Lions | 19 – 27 (6-7 0-14 13-0 0-6) referto | Tirol Raiders JV | Sportplatz Annabichl |

| Hohenems 6 giugno 2021, ore 14:00 | Cineplexx Blue Devils | 18 – 20 (12-6 6-8 0-0 0-6) referto | Telfs Patriots | Stadion Herrenried |

| Ottakring 6 giugno 2021, ore 15:00 | Vienna Knights | 12 – 49 (0-19 6-23 6-7 0-0) referto | Vienna Vikings 2 | Redstarplatz |

#### 7ª giornata
| St. Georgen am Steinfelde 19 giugno 2021, ore 16:00 | Sankt Pölten Invaders | 7 – 55 (0-7 7-35 0-0 0-13) referto | Vienna Vikings 2 | Invaders field |

| Telfs 19 giugno 2021, ore 18:00 | Telfs Patriots | 34 – 43 (8-13 12-18 6-6 8-6) referto | Salzburg Football Team | Sportzentrum Telfs |

| Graz 20 giugno 2021, ore 14:00 | Styrian Bears | 27 – 20 (6-0 7-0 7-6 7-14) referto | Vienna Knights | Verbandsplatz |

| Wels 20 giugno 2021, ore 15:00 | Traun Steelsharks | 45 – 0 (13-0 20-0 12-0 0-0) referto | Znojmo Knights | Huskies Arena |

| Amstetten 20 giugno 2021, ore 15:00 | Amstetten Thunder | 31 – 28 referto | Cineplexx Blue Devils | Umdasch Stadion |

#### 8ª giornata
| St. Georgen am Steinfelde 26 giugno 2021, ore 16:00 | Sankt Pölten Invaders | 14 – 31 (7-7 0-10 0-0 7-14) referto | Znojmo Knights | Invaders field |

| Klagenfurt am Wörthersee 26 giugno 2021, ore 16:00 | Carinthian Lions | 0 – 27 (0-0 0-13 0-7 0-7) referto | Cineplexx Blue Devils | Sportplatz Annabichl |

#### 9ª giornata
| Amstetten 3 luglio 2021, ore 15:00 | Amstetten Thunder | 36 – 0 referto | Carinthian Lions | Umdasch Stadion |

| Salisburgo 3 luglio 2021, ore 17:00 | Salzburg Football Team | 36 – 0 (15-0 7-0 14-0 0-0) referto | Cineplexx Blue Devils | Max Aicher Stadion |

| Znojmo 3 luglio 2021, ore 19:30 | Znojmo Knights | 35 – 0 referto | Sankt Pölten Invaders | Městský stadion |

| Graz 4 luglio 2021, ore 14:00 | Styrian Bears | 20 – 41 (7-21 13-7 0-0 0-13) referto | Vienna Vikings 2 | Verbandsplatz |

| Ottakring 4 luglio 2021, ore 15:00 | Vienna Knights | 21 – 52 (0-20 21-8 0-16 0-8) referto | Traun Steelsharks | Redstarplatz |

| Innsbruck 4 luglio 2021, ore 15:00 | Tirol Raiders JV | 14 – 54 (7-6 7-18 0-14 0-16) referto | Telfs Patriots | Tivoli-Neu Stadion |

### Classifiche
Le classifiche della regular season sono le seguenti:
- PCT = percentuale di vittorie, G = partite giocate, V = partite vinte,  P = partite perse, PF = punti fatti, PS = punti subiti

#### Conference A
| Pos. | Squadra               | PCT   | G | V | N | P | PF  | PS  |
| ---- | --------------------- | ----- | - | - | - | - | --- | --- |
| 1    | Vienna Vikings 2      | 1.000 | 6 | 6 | 0 | 0 | 271 | 80  |
| 2    | Traun Steelsharks     | .833  | 6 | 5 | 0 | 1 | 260 | 77  |
| 3    | Znojmo Knights        | .500  | 6 | 3 | 0 | 3 | 130 | 148 |
| 4    | Styrian Bears         | .333  | 6 | 2 | 0 | 4 | 117 | 225 |
| 5    | Vienna Knights        | .333  | 6 | 2 | 0 | 4 | 118 | 206 |
| 6    | Sankt Pölten Invaders | .000  | 6 | 0 | 0 | 6 | 63  | 223 |

#### Conference B
| Pos. | Squadra                | PCT   | G | V | N | P | PF  | PS  |
| ---- | ---------------------- | ----- | - | - | - | - | --- | --- |
| 1    | Salzburg Football Team | 1.000 | 6 | 6 | 0 | 0 | 260 | 76  |
| 2    | Amstetten Thunder      | .833  | 6 | 5 | 0 | 1 | 179 | 97  |
| 3    | Telfs Patriots         | .500  | 6 | 3 | 0 | 3 | 148 | 170 |
| 4    | Cineplexx Blue Devils  | .333  | 6 | 2 | 0 | 4 | 95  | 148 |
| 5    | Tirol Raiders JV       | .333  | 6 | 2 | 0 | 4 | 113 | 209 |
| 6    | Carinthian Lions       | .000  | 6 | 0 | 0 | 6 | 93  | 188 |

## Playoff

### Tabellone
Le ultime classificate dei gironi si incontrano in un playout.
|  | Semifinali | Semifinali             | Semifinali |                        |    | XXIII Silver Bowl | XXIII Silver Bowl | XXIII Silver Bowl |  |
|  |            |                        |            |                        |    |                   |                   |                   |  |
|  | 1A         | Vienna Vikings 2       | 35         |                        |    |                   |                   |                   |  |
|  | 1A         | Vienna Vikings 2       | 35         |                        |    |                   |                   |                   |  |
|  | 2B         | Amstetten Thunder      | 32         |                        |    |                   |                   |                   |  |
|  | 2B         | Amstetten Thunder      | 32         |                        | 1A | Vienna Vikings 2  | 36                |                   |  |
|  |            |                        |            |                        | 1A | Vienna Vikings 2  | 36                |                   |  |
|  |            |                        | 1B         | Salzburg Football Team | 42 |                   |                   |                   |  |
|  | 1B         | Salzburg Football Team | 1B         | Salzburg Football Team | 42 | 32                |                   |                   |  |
|  | 1B         | Salzburg Football Team |            |                        |    |                   |                   |                   |  |
|  | 2A         | Traun Steelsharks      | 6          |                        |    |                   |                   |                   |  |

### Semifinali
| Vienna 17 luglio 2021, ore 17:00 | Vienna Vikings 2 | 35 – 32 (14-7 7-18 7-0 7-7) referto | Amstetten Thunder | Sportzentrum Ravelin |

| Salisburgo 17 luglio 2021, ore 17:00 | Salzburg Football Team | 32 – 6 (6-0 12-6 0-0 14-0) referto | Traun Steelsharks | Max Aicher Stadion |

### XXIII Silver Bowl
| 31 luglio 2021, ore 15:00 | Vienna Vikings 2 | 36 – 42 (7-7 9-14 8-14 12-7) referto | Salzburg Football Team |  |

## Verdetti
- Salzburg Football Team Vincitori dell'AFL Division I 2021